# For You Blue
A For You Blue a The Beatles rockegyüttes dala, amely 1970-ben a zenekar Let It Be című albumán jelent meg. A dal szerzője George Harrison, aki feleségének, Pattie Boydnak írta a dalt.
A For You Blue a The Long and Winding Roaddal együtt jelent meg.  A kislemez 1970 júniusában az Egyesült Államokban a Billboard Hot 100-as listáján és Kanadában is az élre került.